# Beatrice de Saxa-Coburg-Gotha
Prințesa Beatrice de Saxa-Coburg și Gotha (Beatrice Leopoldine Victoria), (n. 20 aprilie 1884, Eastwell Park, Anglia, Regatul Unit al Marii Britanii și Irlandei – d. 13 iulie 1966, Sanlúcar de Barrameda, Andaluzia, Spania) a fost membru al familie regale britanice, nepoată a reginei Victoria. Prin căsătorie a intrat în familia regală spaniolă; a fost soția lui Alfonso de Orleans y Borbón, infante al Spaniei. În familie era numită Bea. 

## Tinerețea
Prințesa Beatrice s-a născut la 20 aprilie 1884 la Eastwell Park, Kent. Tatăl ei era Alfred, Duce de Edinburgh, al doilea fiu al reginei Victoria și al Prințului Albert de Saxa-Coburg și Gotha. Mama sa era Ducesa de Edinburgh, născută Marea Ducesă Maria Alexandrovna a Rusiei), singura fiică a țarului Alexandru al II-lea al Rusiei și a Mariei de Hesse.
Ca nepoată a unui monarh britanic, Beatrice a primit titlu de Prințesă a Regatului Unit al Marii Britanii și a Irlandei. Beatrice și-a petrecut cea mai mare parte din copilărie la Malta, unde tatăl ei servea în Marina Regală Britanică. Atunci când Ducele de Edinburgh moștenește Ducatul Saxa-Coburg și Gotha în 1893 familia se mută la Coburg.
În 1902, Prințesa Beatrice a avut o poveste romantică cu Marele Duce Mihail al Rusiei, fratele mai mic al Țarului Nicolae al II-lea, și la acel moment, moștenitorul prezumptiv al tronului Rusiei. A început să primească scrisori de la el în septembrie 1902 și deși el era Mare Duce al Rusiei iar ea Prințesă Germană, corespondau în engleză.
Biserica Ortodoxă Rusă interzice căsătoria între veri primari, astfel că mariajul n-a avut loc. Deși în trecut astfel de căsătorii au mai avut loc în Casa Romanov (Marea Ducesă Caterina Pavlovna, a cărui mână a fost refuzată de Napoleon I a fost căsătorită de două ori cu veri primari), Nicolae al II-lea care era oficial capul Bisericii Ruse, a refuzat să încalce regulile de dragul fratelui său. 
În noiembrie 1903 Mihail i-a scris Beatricei că nu se poate căsători cu ea. Situația a fost agravată de o scrisoare pe care Beatrice a primit-o de la sora sa mai mare, Prințesa Victoria (Ducky) în care Mihail era acuzat de insensibilitate (când, doi ani mai târziu lui Ducky, care divorțase de verișorul ei primar Ernst, Mare Duce de Hesse, i se spusese că o recăsătorie cu alt văr primar, Kirill Mare Duce al Rusiei este interzisă de Biserica Rusă, ea a refuzat să considere răspunsul un "nu"; cuplul a plecat în exil.) Umilită, Beatrice a fost trimisă în Egipt pentru a-și vindeca inima rănită însă ea a trimis scrisori de reproș lui Mihail până în 1905.

## Căsătoria

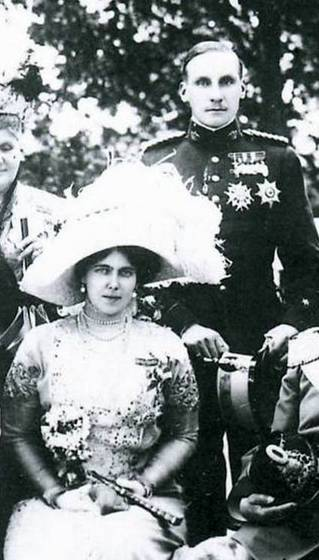
Beatrice şi Alfonso.

Au existat zvonuri conform cărora Beatrice urma să se căsătorească cu Alfonso al XIII-lea al Spaniei însă s-a dovedit a fi un zvon fals devreme ce el s-a căsătorit cu verișoara ei, Victoria Eugenie de Battenberg în 1906. La nunta lor, Beatrice l-a întâlnit pe vărul regelui Alfonso, Alfonso de Orleans y Borbón, infante al Spaniei, al 5-lea Duce de Galliera. Guvernul spaniol a obiectat ca un infante să se căsătorească cu o prințesă britanică care, spre deosebire de regina Victoria Eugenie nu voia să se convertească la catolicism. Regele a fost obligat să spună clar că în cazul în care nunta va avea loc, cuplul va trebui să trăiască în exil.
Cu toate acestea, Beatrice și Alfonso au avut o slujbă romano-catolică și luterană la Coburg la 15 iulie 1909. Cuplul s-a stabilit la Coburg până în 1912 când s-au întors în Spania iar rangul lui de infante a fost restabilit.

### Scandalul și exilul
Mariajul regelui Alfonso al XIII-lea era unul nefericit, cu numeroase aventuri, din unele rezultând și copii nelegitimi. Rămâne un zvon nedovedit faptul că regele a avut o aventură și cu Beatrice. Erau prieteni apropiați însă eticheta de la curtea Spaniei avea dificultăți în a accepta o astfel de relație.
Regina Maria Cristina (mama regelui Alfonso al XIII-lea) s-a declarat scandalizată de zvonuri și s-a întâlnit cu Beatrice la San Sebastián cerându-i să părăsească Spania. Cum ea a refuzat, regele Alfonso n-a avut încotro și a exilat-o.
Cuplul a avut trei copii:
- Alvaro Antonio Fernando Carlos Felipe (20 aprilie 1910 Coburg, Germania - 22 august 1997)
- Alonso Maria Cristino Justo (28 mai 1912 Madrid, Spania - 18 noiembrie 1936 Spania); ucis în timpu; războiului civil spaniol
- Ataulfo Alejandro Isabelo Carlos (20 octombrie 1913 Madrid, Spania - 4 octombrie 1974 Malaga, Spania)

## Războiul civil
Familia s-a mutat în Anglia, unde cei trei băieți erau educați la Colegiul Winchester. În cele din urmă, familia regală spaniolă a permis Beatricei și familiei sale să se întoarcă în Spania unde ei și-au stabilit căminul la Sanlúcar de Barrameda. 
Anii 1930 au fost nefavorabili pentru familie, colapsul monarhiei spaniole și ulterior, războiul civil au micșorat în mare mare măsură averea familiei. După stabilirea cele de-a doua republici spaniole în 1931, regele Alfonso și familia lui au plecat în exil în Italia. În anii care au urmat, situația politică a Spaniei s-a înrăutățit, diverse grupuri luptând pentru putere. La sfârșitul anilor 1930, conflictul a erupt în războiul civil spaniol. Beatrice și Alfonso și-au pierdut averea iar copilul mijlociu, Alfonso, a fost ucis în lupta împotriva comuniștilor. 
Beatrice a murit la Sanlúcar de Barrameda la 13 iulie 1966. Soțul său i-a supraviețuit nouă ani. Fiul lor Ataulfo a murit necăsătorit în 1974. Singurii nepoți sunt copii prințului Alvaro. La moarte ei, Beatrice era ultimul copil supraviețuitor al Prințului Alfred și a Marii Ducese Maria Alexandrovna.